# Aftonstjärna
Aftonstjärna (Ornithogalum nutans) är en blomväxt som tillhör familjen sparrisväxter. Den blir mellan 30 och 60 centimeter hög. Bladen är mörkgröna och rännformade. Blommorna är grönvita och sitter i klasar med mellan 3 och 12 blommor. Blomningstiden är under våren och försommaren. Frukten är en kapsel. Ståndarsträngarna är plattade och liknar tillsammans bikronan på påsklilja. I hela växten finns hjärtaktiva gifter. Aftonstjärnan trivs bäst i halvskugga och i mager, väldränerad jord. 
Arten kommer ursprungligen från Sydösteuropa. I Sverige är den ganska sällsynt, men förekommer i Sydsverige, även förvildad eller kvarstående på ödetomter.